# Meskhent Tessera
Meskhent Tessera is een tessera op Venus. Meskhent Tessera werden in 1985 genoemd naar Mesechenet, de Egyptische godin van het geluk.
De tessera heeft een diameter van 1056 kilometer en bevindt zich in het noordoosten van het gelijknamige quadrangle Meskhent Tessera (V-3) in de Tethus Regio. In het noorden bevinden zich de Gabie Rupes en ten zuiden ligt de inslagkrater Esmeralda.